# هيرنفيسي
هيرنفسي هي عبارة عن بحيرة متوسطة الحجم تقع في شرق دولة فنلندا. وهي موجودة في جونسو في منطقة شمال كاريليا. البحيرة هي جزء من حوض فوكسي في شرق دولة فنلندا، الذي يصب في بحيرة لادوغا، التي هي بدورها جزء من حوض نهر نيفا في دولة روسيا.